# Guélor Kanga
Guélor Kanga Kaku (* 1. September 1990 in Oyem) ist ein gabunischer Fußballspieler, der aktuell bei Roter Stern Belgrad unter Vertrag steht.

## Karriere

### Verein
Kanga begann seine Karriere bei der AS Mangasport, wo er in seiner ersten Saison auf Anhieb Meister wurde. 2010 wechselte er zum Ligakonkurrenten Missile FC, mit dem er ebenfalls Meister wurde. 2012 wechselte er zum FC Mounana. Im Februar 2013 wechselte er nach Russland zum FK Rostow. In vier Spielzeiten verbuchte er 22 Torbeteiligungen in 82 wettbewerbsübergreifenden Einsätzen sowie einen Pokalsieg. Im Juli 2016 wechselte er ablösefrei zu Roter Stern Belgrad in die serbische Liga. Nach anderthalb Jahren wechselte er in der Winterpause für eine Million Euro zu Sparta Prag. Im Juli 2020 kehrte er zu Belgrad zurück und in den folgenden drei Spielzeiten wurde er dort jeweils serbischer Meister und Pokalsieger.

### Nationalmannschaft
Kanga gab sein Debüt für die gabunische A-Nationalmannschaft am 15. Juni 2012 im Testspiel gegen Südafrika (0:3). Bei einem 3:3-Unentschieden im Testspiel gegen Tunesien am 9. Oktober 2015 traf er dann auch erstmals für die Auswahl.

## Erfolge
- Gabunischer Meister: 2008, 2011
- Gabunischer Pokalsieger: 2013
- Russischer Pokalsieger: 2014
- Serbischer Meister: 2018, 2021, 2022, 2023
- Serbischer Pokalsieger: 2021, 2022, 2023